# Оліва (Валенсія)
Оліва (валенс. Oliva, ісп. Oliva) — муніципалітет в Іспанії, у складі автономної спільноти Валенсія, у провінції Валенсія. Населення — 28 307 осіб (2010).

## Географія
Муніципалітет розташований на відстані близько 350 км на південний схід від Мадрида, 65 км на південь від Валенсії.
На території муніципалітету розташовані такі населені пункти: (дані про населення за 2010 рік)
- Оліва: 23726 осіб
- Плая: 4581 особа

## Демографія

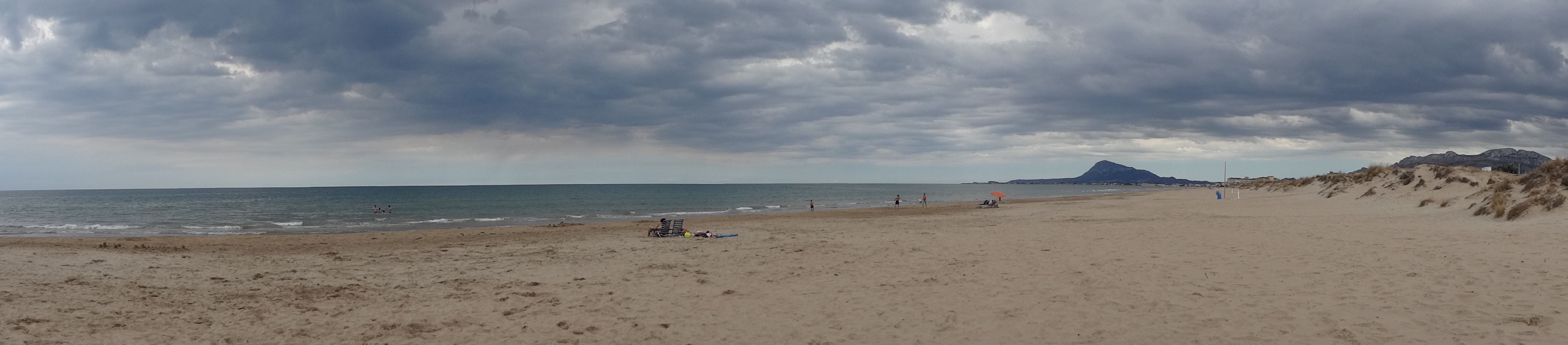
Mediterráneo, Oliva, Valencia, España.

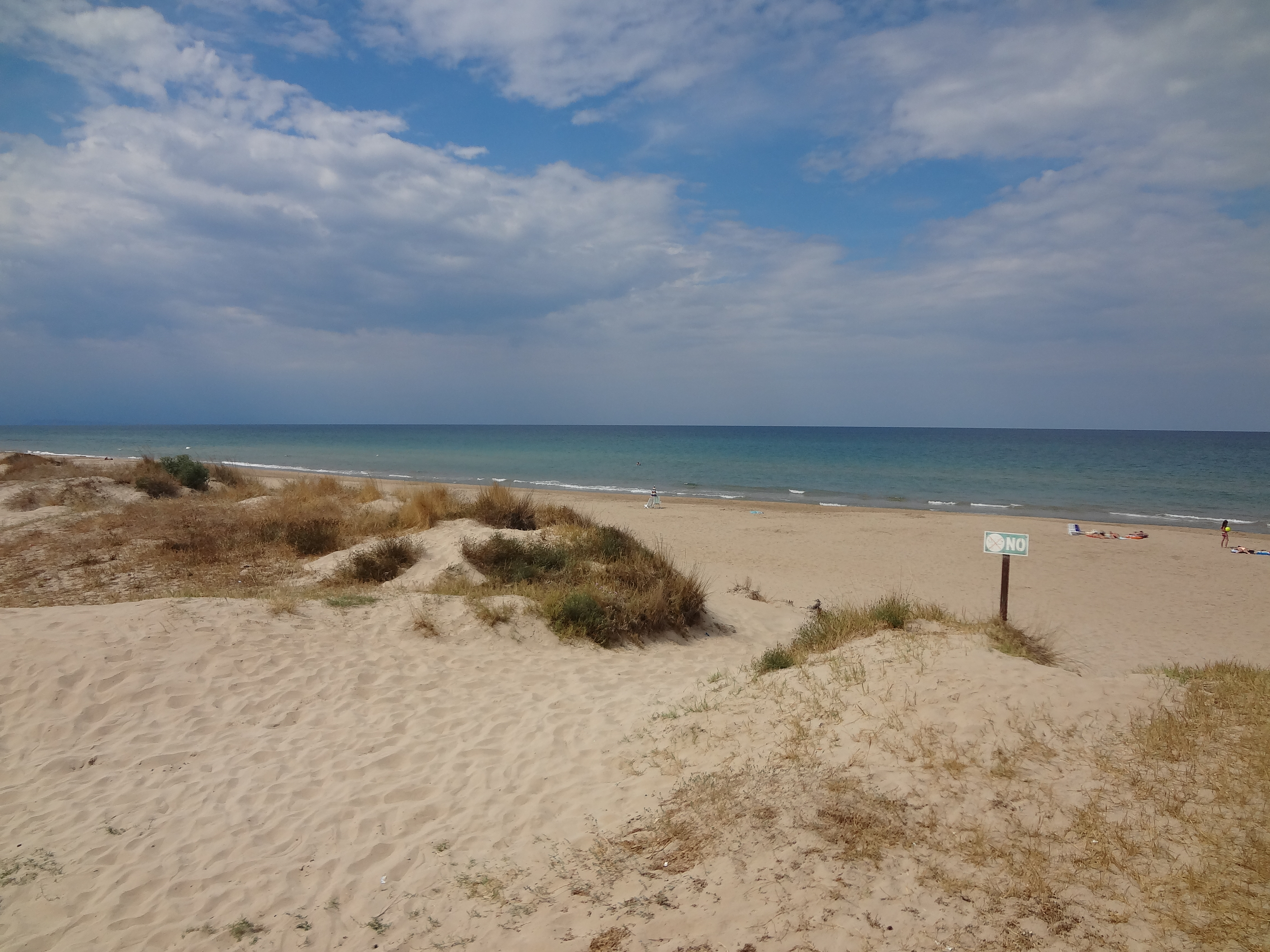
Mediterranean, Oliva (Valencia)

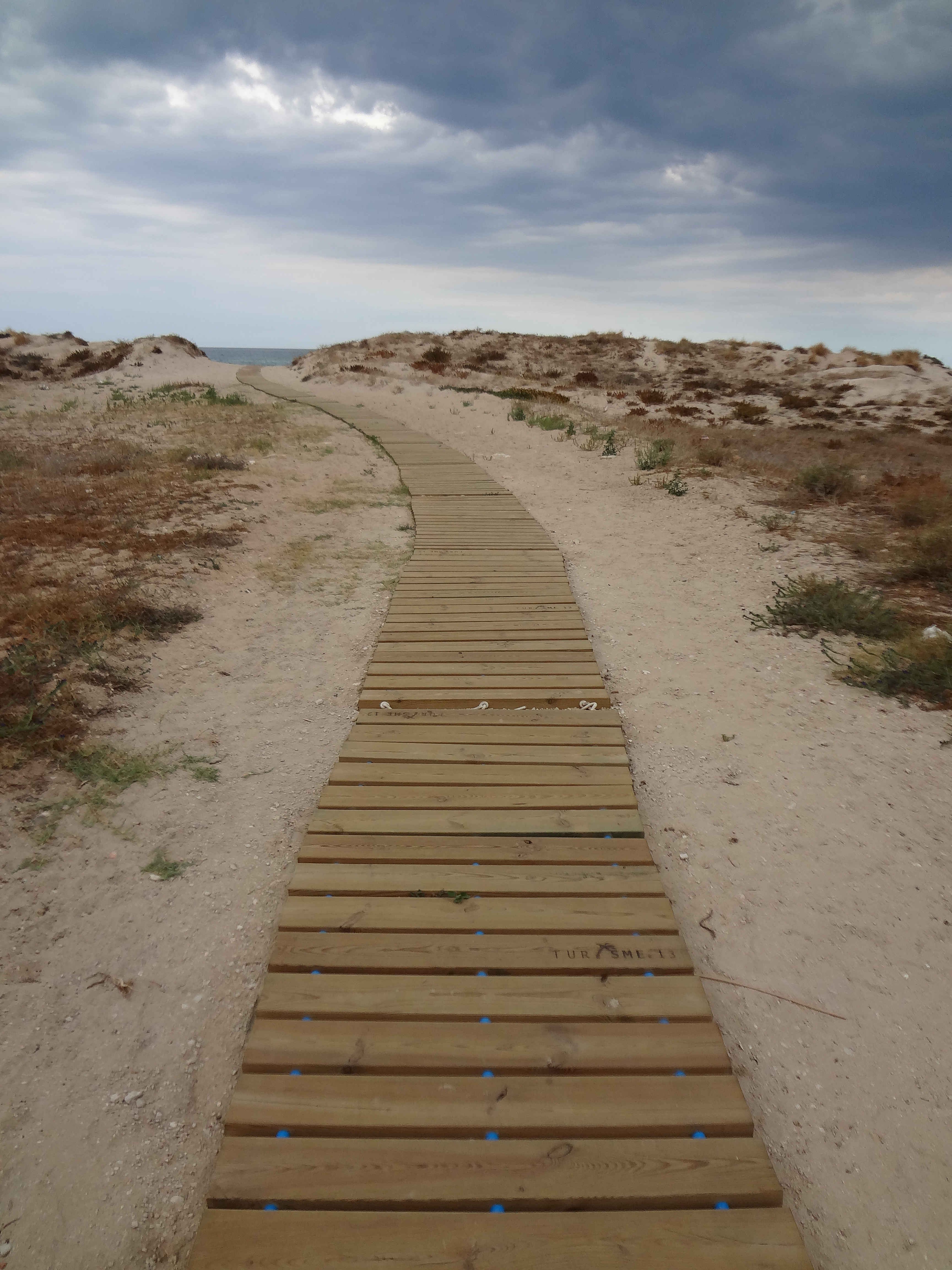
Mediterranean, Oliva (Valencia)

Динаміка населення (INE ):

## Галерея зображень

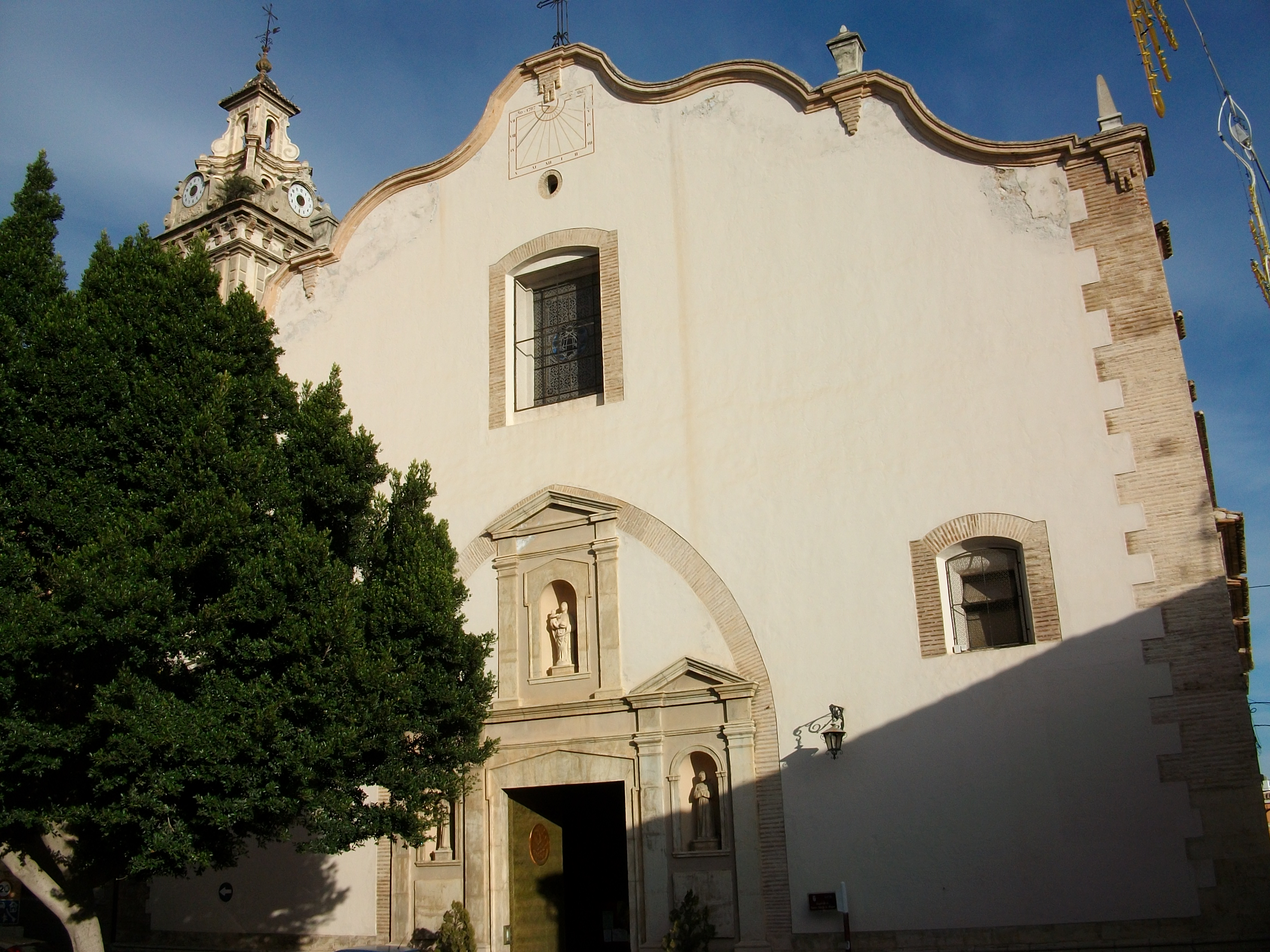
Церква Санта-Марія-ла-Майор